# Society for the Advancement of Scandinavian Study
Society for the Advancement of Scandinavian Study (SASS) är en ideell medlemsförening med 400 medlemmar (1998) med syftet att främja studier, undervisning och forskning i Amerika av de nordiska ländernas språk, litteratur, historia, kultur och samhälle, samt i övrigt främja relationerna mellan Nordamerika och Norden. Föreningen grundades 1911 och har sitt kansli vid Brigham Young University i Provo, Utah. Den utger kvartalstidskriften Scandinavian Studies och nyhetsbrevet SASS News and Notes samt arrangerar en årlig konferens.